# 1. slovenská národní hokejová liga 1982/1983
1. slovenská národní hokejová liga 1982/1983 byla 14. ročníkem jedné ze skupin československé druhé nejvyšší hokejové soutěže.

## Systém soutěže
Všech 12 týmů se utkalo čtyřkolově každý s každým (celkem 44 kol). Tým na prvním místě se utkal s vítězem 1. ČNHL v sérii na tři vítězné zápasy. Vítěz této série postoupil do nejvyšší soutěže.
Poslední tým po základní části sestoupil do příslušného krajského přeboru.

## Základní část
| Poř. | Tým                            | Zápasy | Výhry | Remízy | Prohry | Skóre   | Body |
| ---- | ------------------------------ | ------ | ----- | ------ | ------ | ------- | ---- |
| 1.   | HK Dukla Trenčín               | 44     | 37    | 2      | 5      | 284:102 | 76   |
| 2.   | Plastika Nitra                 | 44     | 29    | 4      | 11     | 205:131 | 62   |
| 3.   | PS Poprad                      | 44     | 24    | 7      | 13     | 199:151 | 55   |
| 4.   | ZŤS Martin                     | 44     | 25    | 5      | 14     | 188:142 | 55   |
| 5.   | LB Zvolen                      | 44     | 24    | 7      | 13     | 199:170 | 55   |
| 6.   | Spartak ZŤS Dubnica nad Váhom  | 44     | 23    | 3      | 18     | 183:162 | 49   |
| 7.   | Partizán Liptovský Mikuláš     | 44     | 18    | 6      | 20     | 166:184 | 42   |
| 8.   | ZVL Žilina                     | 44     | 16    | 3      | 25     | 159:187 | 35   |
| 9.   | ZVL Skalica                    | 44     | 13    | 5      | 26     | 141:189 | 31   |
| 10.  | Iskra Smrečina Banská Bystrica | 44     | 14    | 3      | 27     | 160:214 | 31   |
| 11.  | ZPA Prešov                     | 44     | 10    | 3      | 31     | 121:210 | 23   |
| 12.  | ŽS Spišská Nová Ves            | 44     | 7     | 0      | 37     | 97:260  | 14   |

- Tým HK Dukla Trenčín postoupil do kvalifikace o nejvyšší soutěž, kde se utkal s vítězem 1. ČNHL Dopravní stavby Olomouc, který porazil 3:0 na zápasy (10:5, 5:2, 8:1) a postoupil tak do nejvyšší soutěže.
- Tým ŽS Spišská Nová Ves sestoupil do příslušného krajského přeboru. Nováčky od dalšího ročníku se staly nejlepší dva týmy kvalifikace krajských přeborníků VTJ Michalovce a VTJ Topoľčany (HC Dukla Trenčín B). Posledně jmenovaný tým postoupil dodatečně jako náhrada za postupující Duklu Trenčín, zatímco z nejvyšší soutěže žádný slovenský tým nespadnul.

## Kádr HC Dukla Trenčín
- Brankaři: Fűrbacher, Hiadlovský, Piller
- Hráči v poli: Albrecht, Bokroš, Božík, Haluska, Hossa, Hušek, Ivičič, Medřík, Radvan, Rehák, Stavjaňa, Božoň, Eberle, M. Hanták, Hazlinger, Rech, R. Hosťovecký, Hrdina, Jančuška, J. Klíma, A. Lach ml., Miklošovič, Pénzeš, Pělucha, Prát, Ružička, Staš
- Trenéři: B. Šajban, J. Tanoczký